# Matale (Distrikt)
Koordinaten: 7° 28′ N, 80° 37′ O
Matale (singhalesisch මාතලේ දිස්ත්‍රික්කය Mātale distrikkaya; Tamil மாத்தளை மாவட்டம் Māttaḷai māvaṭṭam) ist ein Distrikt in der Zentralprovinz in Sri Lanka. Der Hauptort ist Matale.

## Geografie
Der Distrikt Matale liegt im Zentrum der Insel und gehört zur Zentralprovinz. Nachbardistrikte sind Anuradhapura im Nordwesten, Polonnaruwa im Norden und Nordosten, Ampara im Osten, Badulla im Südosten, Kandy im Süden und Kurunegala im Westen.
Der Distrikt Matale hat eine Fläche von 1993 Quadratkilometern (davon 1952 Quadratkilometer Land und 41 Quadratkilometer Binnengewässer). Damit ist er flächenmäßig auf Rang 14 der Distrikte Sri Lankas.

## Bevölkerung
Nach der Volkszählung 2012 hat der Distrikt Matale 484.531 Einwohner. Mit 248 Einwohnern pro Quadratkilometer liegt die Bevölkerungsdichte deutlich unter dem Durchschnitt Sri Lankas (325 Einwohner pro Quadratkilometer). Von den Bewohnern waren 233.657 (48,22 %) männlichen und 250.874 (51,78 %) weiblichen Geschlechts. Die Bevölkerung ist ausgesprochen jung. Dies verdeutlicht ein Blick auf die Altersverteilung.
| Alter  | 0–9 Jahre | 10–19 Jahre | 20–29 Jahre | 30–39 Jahre | 40–49 Jahre | 50–59 Jahre | 60–79 Jahre | 80 Jahre und mehr |
| Anzahl | 86.776    | 76.538      | 67.848      | 71.413      | 64.907      | 57.911      | 53.210      | 5.928             |
| Anteil | 17,91 %   | 15,80 %     | 14,00 %     | 14,74 %     | 13,40 %     | 11,95 %     | 10,98 %     | 1,22 %            |

### Bevölkerung des Distrikts nach Volksgruppen
Die Singhalesen stellen die Bevölkerungsmehrheit der Einwohnerschaft des Distrikts Matale. Doch gibt es große Minderheiten anderer Volksgruppen.
Singhalesen
Mehr als 80 % der Bewohner gehören zur Volksgruppe der Singhalesen. In allen Divisions stellen sie die Bevölkerungsmehrheit. In fünf von elf Divisions gibt es allerdings stattliche Minderheiten von Angehörigen anderer Volksgruppen. Der singhalesische Bevölkerungsanteil bewegt sich zwischen 62,90 % in Matale und 99,92 % in Wilgamuwa.
Moors
Zweitstärkste Volksgruppe und somit größte Minderheit sind die Moors oder tamilischsprachigen Muslime. Sie sind eine bedeutende Bevölkerungsgruppe in den Divisions Ukuwela (20,52 % Moors), Matale (18,63 %), Galewela (13,26 %) und Yatawatta (6,48 %). In drei der elf Divisions (Naula, Ambaganga Korale und Wilgamuwa) leben nur vereinzelte Angehörige ihrer Volksgruppe. Ihr Anteil bewegt sich zwischen 0,02 % in Wilgamuwa und 20,52 % in Ukuwela.
Sri-lankische Tamilen
Die sri-lankischen Tamilen stellen nur die drittgrößte Volksgruppe. Überdurchschnittlich vertreten sind sie in den Divisions Matale (16,03 % Sri-lankische Tamilen), Ambaganga Korale (7,54 %), Rattota (6,94 %) und Ukuwela (5,11 %). In den restlichen sieben Divisions gibt es nur wenige Angehörige ihrer Volksgruppe. Ihr Anteil bewegt sich zwischen 0,05 % in Wilgamuwa und 16,03 % in Matale.
Indische Tamilen
Die indischstämmigen Tamilen sind Nachfahren von Einwanderern aus Indien während der britischen Kolonialherrschaft. Bei der Volkszählung 1946 betrug ihr Bevölkerungsanteil im Distrikt Matale noch 21,9 %. Die Angehörigen der Volksgruppe nahmen zwar bis 1971 zahlenmäßig zu – doch sank ihr Anteil auf nur noch 14,9 % (oder 46.806 Menschen). In den 1970er-Jahren mussten viele Angehörige dieser Volksgruppe Sri Lanka den Rücken kehren und nach Indien übersiedeln. Deshalb zählte man bei der Volkszählung 1981 nur noch 24.912 Angehörige ihrer Gemeinschaft (1971–1981: – 21.894 Personen oder – 46,8 %). Aus diesem Grund bilden sie jetzt nicht mehr die zweit-, sondern nur noch die viertstärkste Volksgruppe. Heute sind sie noch in den Divisions Rattota (16,97 % Indische Tamilen), Ambaganga Korale (16,74 %) und Ukuwela (9,29 %) weit überdurchschnittlich vertreten. Ihr Anteil bewegt sich zwischen 0,01 % in Wilgamuwa und 16,97 % in Rattota.
Übrige Volksgruppen
Die Malaien, Burgher, Sri Lanka Chetties und Bharathas sind kleine Minderheiten. Sie leben verstreut in allen Divisions des Distrikts Matale. Doch sind zahlreiche Angehörige der Burgher (175 Personen oder 45,3 % ihrer Ethnie) und Malaien (209 Personen oder 53,3 % ihrer Ethnie) in der Division Matale zuhause. Fast ganz verschwunden ist die Volksgruppe der Indischen Moors (1946 noch 0,66 % der Bewohner oder 1.000 Menschen).
| Jahr                                                    | Singhalesen1 | Singhalesen1 | Sri-Lanka-Tamilen2 | Sri-Lanka-Tamilen2 | Tamilen2 | Tamilen2 | Moors3 | Moors3 | Burgher | Burgher | Malaien | Malaien | Andere4 | Andere4 | Total   | Total    |
| Jahr                                                    | No.          | %            | No.                | %                  | No.      | %        | No.    | %      | No.     | %       | No.     | %       | No.     | %       | No.     | %        |
| ------------------------------------------------------- | ------------ | ------------ | ------------------ | ------------------ | -------- | -------- | ------ | ------ | ------- | ------- | ------- | ------- | ------- | ------- | ------- | -------- |
| 1981                                                    | 285.354      | 79,85 %      | 20.579             | 5,76 %             | 24.912   | 6,97 %   | 24.995 | 6,99 % | 272     | 0,08 %  | 574     | 0,16 %  | 668     | 0,19 %  | 357.354 | 100,00 % |
| 2001                                                    | 353.579      | 80,11 %      | 24.320             | 5,51 %             | 23.493   | 5,32 %   | 38.462 | 8,72 % | 402     | 0,09 %  | 523     | 0,12 %  | 549     | 0,12 %  | 441.328 | 100,00 % |
| 2012                                                    | 391.305      | 80,76 %      | 24.279             | 5,01 %             | 23.238   | 4,80 %   | 44.786 | 9,24 % | 386     | 0,08 %  | 392     | 0,08 %  | 145     | 0,03 %  | 484.531 | 100,00 % |
| Quelle: Volkszählungen in Sri Lanka 1981, 2001 und 2012 |              |              |                    |                    |          |          |        |        |         |         |         |         |         |         |         |          |

1 Tiefland- und Kandy-Singhalesen zusammen2 Sri-Lanka-Tamilen und indische Tamilen separat 3 nur sri-lankische Moors4 davon 2001 101 Sri Lanka Chetties und 4 Bharathas; 2012 22 Sri Lanka Chetties und 11 Bharathas

### Bevölkerung des Distrikts nach Bekenntnissen
Die Verteilung der Glaubensbekenntnisse ist großteils ein Spiegelbild der ethnischen Verhältnisse. Der Buddhismus ist wegen der singhalesischen Bevölkerungsmehrheit die stärkste Religionsgruppe. An zweiter Stelle steht der Islam, dem die Moors und Malaien angehören. Der Hinduismus, dem die Mehrheit der sri-lankischen und indischen Tamilen angehört, ist im Distrikt Matale heute nur noch die drittstärkste Glaubensgemeinschaft. Dies wegen der Abnahme der Indischen Tamilen. Trotz zahlreicher Rückübertritte – vom Christentum zum Buddhismus – von Singhalesen in den vergangenen zweihundert Jahren übersteigt das Christentum die Zahl der Burgher und Sri Lanka Chetties. In der Division Galewela leben mehrere Tausend singhalesische Christen. Dazu kommen distriktweit noch rund 4000 tamilische Christen. Dennoch ist das Christentum nur die viertstärkste Religionsgemeinschaft des Distrikts.
| Jahr                                                    | Buddhisten | Buddhisten | Hindus | Hindus  | Muslime | Muslime | Katholiken | Katholiken | andere Christen | andere Christen | Andere | Andere | Total   | Total    |
| Jahr                                                    | No.        | %          | No.    | %       | No.     | %       | No.        | %          | No.             | %               | No.    | %      | No.     | %        |
| ------------------------------------------------------- | ---------- | ---------- | ------ | ------- | ------- | ------- | ---------- | ---------- | --------------- | --------------- | ------ | ------ | ------- | -------- |
| 1981                                                    | 281.004    | 78,63 %    | 41.352 | 11,57 % | 26.265  | 7,35 %  | 7.443      | 2,08 %     | 1.202           | 0,34 %          | 88     | 0,02 % | 357.354 | 100,00 % |
| 2001                                                    | 348.762    | 79,03 %    | 42.433 | 9,61 %  | 39.980  | 9,06 %  | 8.400      | 1,90 %     | 1.703           | 0,39 %          | 50     | 0,01 % | 441.328 | 100,00 % |
| 2012                                                    | 385.151    | 79,49 %    | 43.432 | 8,96 %  | 45.682  | 9,42 %  | 7.899      | 1,63 %     | 2.342           | 0,48 %          | 25     | 0,01 % | 484.531 | 100,00 % |
| Quelle: Volkszählungen in Sri Lanka 1981, 2001 und 2012 |            |            |        |         |         |         |            |            |                 |                 |        |        |         |          |

### Bevölkerungsentwicklung
Die Bevölkerung des Distrikts Matale wächst seit Jahrzehnten überdurchschnittlich im Vergleich mit dem ganzen Land. Im Zeitraum von 2001 bis 2012 (den beiden letzten Volkszählungsjahren) betrug der Zuwachs 43.203 Menschen. Dies ist ein Wachstum von 9,79 %. Seit der Unabhängigkeit hat sich die Einwohnerschaft mehr als verdreifacht (+ 211 %).

### Bedeutende Orte
Der Distrikt ist ländlich geprägt. Dambulla (2012:23.814 Einwohner) und die Distrikthauptstadt Matale (2012:36.462) sind die einzigen mittelgroßen Städte. Kleinstädte gibt es keine.

## Verwaltung
Der Vorsteher des Distrikts trägt den Titel District Secretary. Der Distrikt ist weiter in elf Divisionen (unter einem Division Secretary) unterteilt. Die Städte und größeren Orte haben eine eigene Verwaltung (Gemeindeparlament oder Gemeinderat). Es gibt 545 Dorfverwaltungen (Grama Niladharis) für die 1.373 Dörfer im gesamten Distrikt.
| Name              | Hauptort          | Einwohner 2012 | Fläche in km² | Dichte | GN  | Dörfer |
| ----------------- | ----------------- | -------------- | ------------- | ------ | --- | ------ |
| Ambaganga Korale  | Pallethenna       | 15.643         | 55            | 284    | 20  | 63     |
| Dambulla          | Dambulla          | 72.306         | 444           | 163    | 59  | 138    |
| Galewela          | Galewela          | 70.042         | 187           | 375    | 59  | 151    |
| Laggala-Pallegama | Laggala-Pallegama | 12.110         | 385           | 31     | 37  | 80     |
| Matale            | Matale            | 74.864         | 70            | 1.069  | 52  | 116    |
| Naula             | Naula             | 30.884         | 276           | 112    | 52  | 100    |
| Pallepola         | Pallepola         | 29.565         | 81            | 365    | 44  | 102    |
| Rattota           | Rattota           | 51.354         | 99            | 519    | 54  | 178    |
| Ukuwela           | Ukuwela           | 68.027         | 77            | 883    | 73  | 198    |
| Wilgamuwa         | Wilgamuwa         | 29.494         | 256           | 115    | 39  | 100    |
| Yatawatta         | Yatawatta         | 30.242         | 63            | 480    | 56  | 147    |
| Distrikt Matale   | Matale            | 484.531        | 1.952         | 248    | 545 | 1.373  |